# 1046
1046 (MXLVI) var ett normalår som började en onsdag i den julianska kalendern.

## Händelser

### December
- December – Kyrkomötet synoden i Sutri anordnas, för att bringa ordning i oredan kring påvevärdigheten.
- 20 december – Synoden avsätter Gregorius VI från påvestolen och väljer fem dagar senare en ny påve.
- 25 december – Sedan Gregorius VI har blivit avsatt fem dagar tidigare väljs Suidger av Morsleben och Hornburg till påve och tar namnet Clemens II.[1]

### Okänt datum
- Hos hammadiddynastin efterträds Muhsin ibn Qaid av Buluggin ibn Muhammad ibn Hammad.
- Vatas hednauppror bryter ut i Ungern.

## Födda
- Ingegerd Haraldsdotter, drottning av Danmark 1086–1095 (gift med Olof Hunger) och av Sverige 1105–1118 (gift med Filip).
- Matilda av Toscana, monark (markgrevinna) av Toscana.

## Avlidna
- Peter I av Ungern, kung av Ungern.